# Bodencreditanstalt
La Bodencreditanstalt est une banque autrichienne.

## Histoire

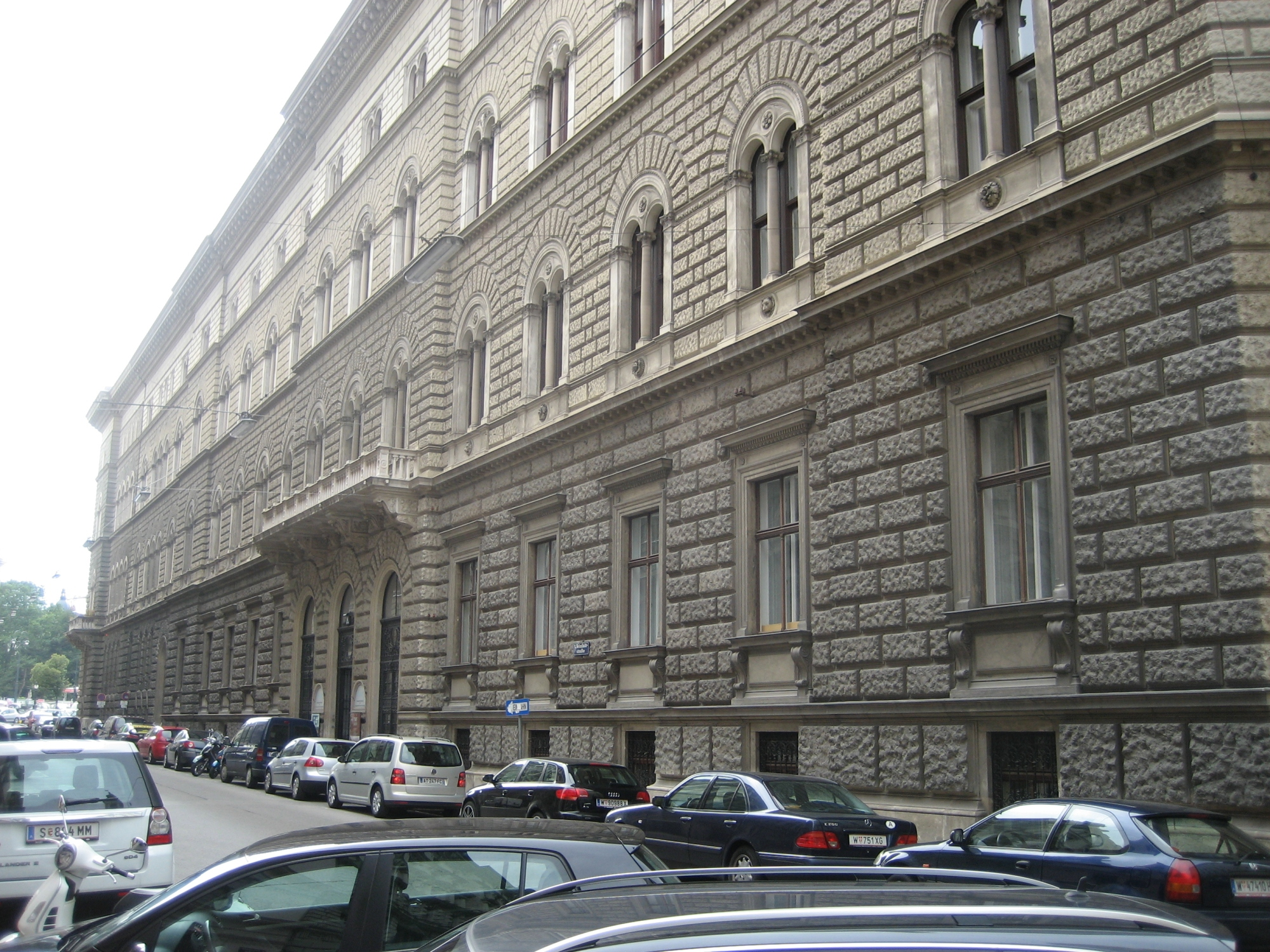

## Sources
- Peter Eigner/Peter Melichar, Das Ende der Boden-Credit-Anstalt 1929 und die Rolle Rudolf Siegharts. In: Bankrott. Österreichische Zeitschrift für Geschichtswissenschaften, 19. Jg. Heft 3/2008, S. 56-114
- Karl Ausch, Als die Banken fielen – zur Soziologie der politischen Korruption, Wien 1968
- Robert Schediwy, Die gewerblichen Kreditgenossenschaften in der Zwischenkriegszeit, in: Johann Brazda (Hsg) 150 Jahre Volksbanken in Österreich Wien 2001
- Alexander Spitzmüller, …und hat auch Ursach' es zu lieben, Wien 1955
- Fritz Weber, Vor dem großen Krach – die Krise des österreichischen Bankwesens in den zwanziger Jahren, unveröffentlichte Habilitationsschrift, Universität Salzburg 1991